# Ginástica artística nos Jogos Pan-Americanos de 2015 - Trave
A competição da trave feminino foi um dos eventos da ginástica artística nos Jogos Pan-Americanos de 2015. Foi disputada no Toronto Coliseum no dia 15 de julho. 

## Calendário
Horário local (UTC-4).
| Data        | Horário | Fase  |
| ----------- | ------- | ----- |
| 15 de julho | 13:35   | Final |

## Medalhistas
| Ouro   | CAN Ellie Black        |
| Prata  | USA Megan Skaggs       |
| Bronze | CAN Victoria-Kayen Woo |

## Resultados

### Qualificação
| Pos. | Ginasta                |        | Notas |
| ---- | ---------------------- | ------ | ----- |
| 1    | BRA Flávia Saraiva     | 14.550 | Q     |
| 2    | USA Rachel Gowey       | 14.500 | Q     |
| 3    | GUA Ana Sofía Gómez    | 14.350 | Q     |
| 4    | CAN Ellie Black        | 14.100 | Q     |
| 5    | USA Megan Skaggs       | 14.050 | Q     |
| 6    | BRA Julie Kim Sinmon   | 13.750 | Q     |
| 7    | CAN Victoria-Kayen Woo | 13.500 | Q     |
| 8    | VEN Jessica López      | 13.400 | Q     |
| 9    | CUB Dovelis Torres     | 13.150 | R     |
| 10   | CUB Marcia Videaux     | 12.950 | R     |
| 11   | MEX Amaranta Torres    | 12.950 | R     |

### Final
| Pos.              | Ginasta                |        | Notas |
| ----------------- | ---------------------- | ------ | ----- |
| Medalha de ouro   | CAN Ellie Black        | 15.050 |       |
| Medalha de prata  | USA Megan Skaggs       | 14.050 |       |
| Medalha de bronze | CAN Victoria-Kayen Woo | 13.650 |       |
| 4                 | BRA Julie Kim Sinmon   | 13.575 |       |
| 5                 | BRA Flávia Saraiva     | 13.225 |       |
| 6                 | VEN Jessica López      | 12.775 |       |
| 7                 | GUA Ana Sofía Gómez    | 12.325 |       |
| 8                 | USA Rachel Gowey       | 11.625 |       |